# Acuerdo de Vermillion sobre restos humanos

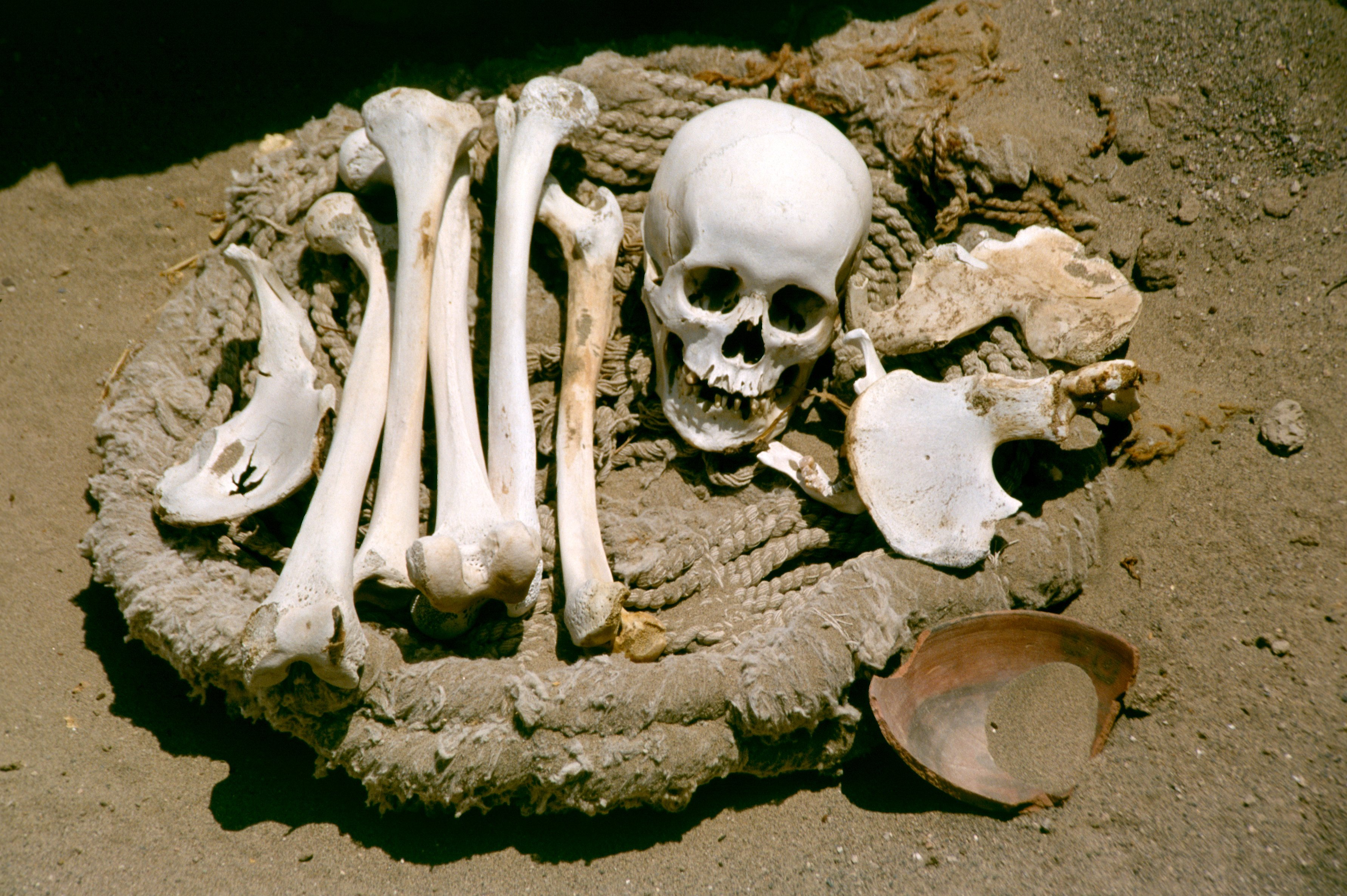
Momias y restos arqueológicos en el cementerio de Chauchilla, a unos 30 km de Nazca, en el Perú.

El Acuerdo de Vermillion sobre restos humanos, entre arqueólogos y pueblos indígenas, en el marco del Primer Congreso Mundial de Arqueología, fue realizado en Vermillion,  Dakota del Sur, Minnesota, en el año 1989. Dio por resultado el primer código de ética con relación al tratamiento de restos humanos indígenas, que fue aprobado en el Segundo Congreso Mundial de Arqueología, efectuado en Barquisimeto, Venezuela en 1990.

## Historia
En la década de 1970, en Estados Unidos, la asociación  American Indians Agains Desecration (AIAD) reclamó la inhumación de los restos de su ancestros que se hallaban en museos, algunas veces hasta en exhibición. En Australia grupos de aborígenes no querían que los arqueólogos exhumaran los restos humanos de sus antepasados. Estas manifestaciones fueron tenidas en consideración en el Primer Congreso Mundial de Arqueología, celebrado en Southampton, Reino Unido, en 1986.Derechos y reclamos de los pueblos indígenas.
En 1989, se realizó un segundo congreso en Vermillion, condado de Dakota del Sur, Minnesota donde se llegó a la redacción del Acuerdo de Vermillion, que dio por resultado el primer código de ética que fue aprobado en el Segundo Congreso Mundial de Arqueología, efectuado en Barquisimeto, Venezuela en 1990.

## Acuerdo de Vermillion sobre restos humanos[4][5]
1. Se respetarán los restos humanos de los muertos cualesquiera sea su origen, raza, religión, nacionalidad, costumbres o tradición.
2. Se respetarán los deseos dispuestos por los muertos siempre que sea posible, razonable y legal, cuando los mismos sean conocidos o razonablemente deducidos.
3. Se respetarán los deseos de la comunidad local y de los parientes o guardianes de los muertos.
4. Se respetará el valor de la investigación científica de esqueletos, momias y otros restos (incluyendo fósiles de homínidos) cuando se demuestre que existe tal valor.
5. Sobre la disposición de fósiles, esqueletos, momias y otros restos, se alcanzarán acuerdos por negociación basados en el respeto mutuo de los intereses de las comunidades para la disposición apropiada de sus ancestros y de los legítimos intereses de la ciencia y la educación.
6. El expreso reconocimiento que los intereses de distintos grupos étnicos, así como los científicos son legítimos y serán respetados, permitirá alcanzar acuerdos aceptables y honorables.

## Consecuencias
El acuerdo sirvió de antecedente a la ley de los Estados Unidos: The Native American Grave Protection and Repatriation Act, 1990. Esta norma ordenó a los museos públicos poner a disposición de las comunidades indígenas los inventarios de colecciones de restos humanos y otros ítems culturales, a efectos de que dichas comunidades puedan reclamar la repatriación de los mismos -una vez probada la filiación cultural- la propiedad o el control de dichas colecciones por parte de las tribus involucradas, contando con amplios medios de prueba para ello, incluyendo la información científica y la tradición oral. Si bien esta ley obliga solamente a las instituciones que reciben fondos públicos, ha provocado un fuerte impacto y cambio de actitud en los museos e instituciones académicas en general.